# Boeing X-45
Boeing X-45 je enomotorno stealth brezpilotno bojno letalo - (UCAV). Koncept razvija Phantom Works, proizvajalo pa ga bo podjetje Boeing Integrated Defense Systems. X-45 je del DARPInega projekta J-UCAS.
Boeing razvija X-45 na podlagi izkušenj od Bird of Prey. X-45 ima majhen vstopnik za zrak na vrhu sprednjega dela trupa. Krilo in trup sta združena podobno kot pri BWB. Letalo nima vertikalnih kontrolnih površin in vertikalnih stabilizatorjev, namesto tega se uporablja krilca, podobno kot pri "letečem" krilu Northrop N-9M.

## Tehnične specifikacije (X-45A)
Podatki iz Airforce Technology, Boeing page
Splošne karakteristike
- Posadka: 0
- Dolžina: 26 ft 6 in (8,08 m)
- Razpon kril: 33 ft 10 in (10,3 m)
- Višina: 6 ft 8 in (2,14 m)
- Teža praznega letala: 8000 lb (3.630 kg)
- Pogon letala: 1 × Honeywell F124-GA-100 turbofan

 Zmogljivost 
- Maks. hitrost: Mach 0,75 (571 mph, 919 km/h)
- Doseg: 1.300 navtičnih milj (2.405 km)
- Bojni radij: 375 milj (600 km)
- Višina leta: 40000 ft (13.200 m)

Oborožitev

- Nosilci za orožje: skupno 8 nosilcev v 2 notranjih prostorih za orožje  in zalogo orožja s kombinacijo:
  - Bombe: JDAM, Small diameter bomb